# Organisme

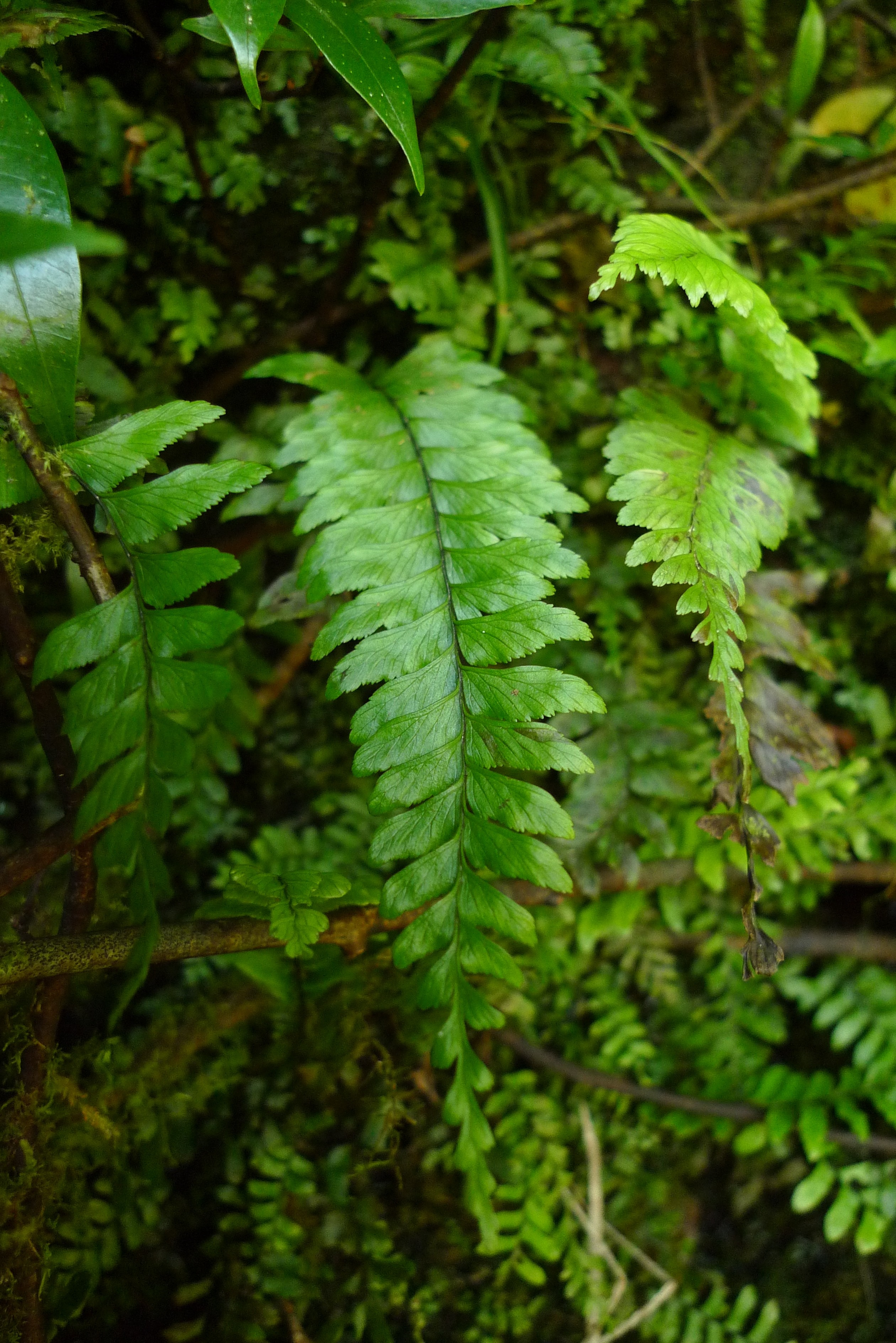
Een tropische streepvaren. Varens zijn meercellige, plantaardige organismen die voor het eerst verschenen in het Devoon, ongeveer 360 miljoen jaar geleden.

Een organisme of levend wezen is een levende, materiële entiteit die zich door middel van biologische processen, zoals een eigen stofwisseling, duurzaam in stand houdt. Voorbeelden van organismen zijn dieren, planten, schimmels, algen, protisten, bacteriën en archaea.
Een organisme is opgebouwd uit één of meerdere cellen: bacteriën zijn eencellig, de meeste planten en dieren meercellig. In iedere levende cel bevindt zich het genetisch materiaal, waarin vastligt hoe een organisme zich ontwikkelt, eruitziet en functioneert. Organismen krijgen een naam waarbij ze worden ingedeeld in taxonomische groepen, te weten: soorten en geslachten, op basis van gemeenschappelijke genetische of uiterlijke kenmerken.
Binnen de context van de natuurwetenschappen verwijst de term organisme in de eerste plaats naar de machinerie van het leven: een levend wezen wordt beschouwd als een samenstel (systeem) van chemische reacties en fysische verschijnselen. Levende wezens worden bestudeerd in de biologie, bijvoorbeeld met betrekking tot hun structuur (morfologie), werking (fysiologie), hun ontwikkeling en evolutie, evenals hun relatie tot elkaar en hun milieu (ecologie).
Er zijn ongeveer 1,7 miljoen soorten organismen beschreven, maar verwacht wordt dat er nog vele miljoenen niet ontdekt zijn. Organismen hebben zich in de loop van de evolutie ontwikkeld en gediversifieerd. Meer dan 99% van alle soorten die ooit hebben geleefd, zijn inmiddels uitgestorven. Enkele tientallen soorten modelorganismen worden door wetenschappers gebruikt om de biologische principes waarmee organismen zich in leven houden, te bestuderen.

## Afbakening

### Definitie

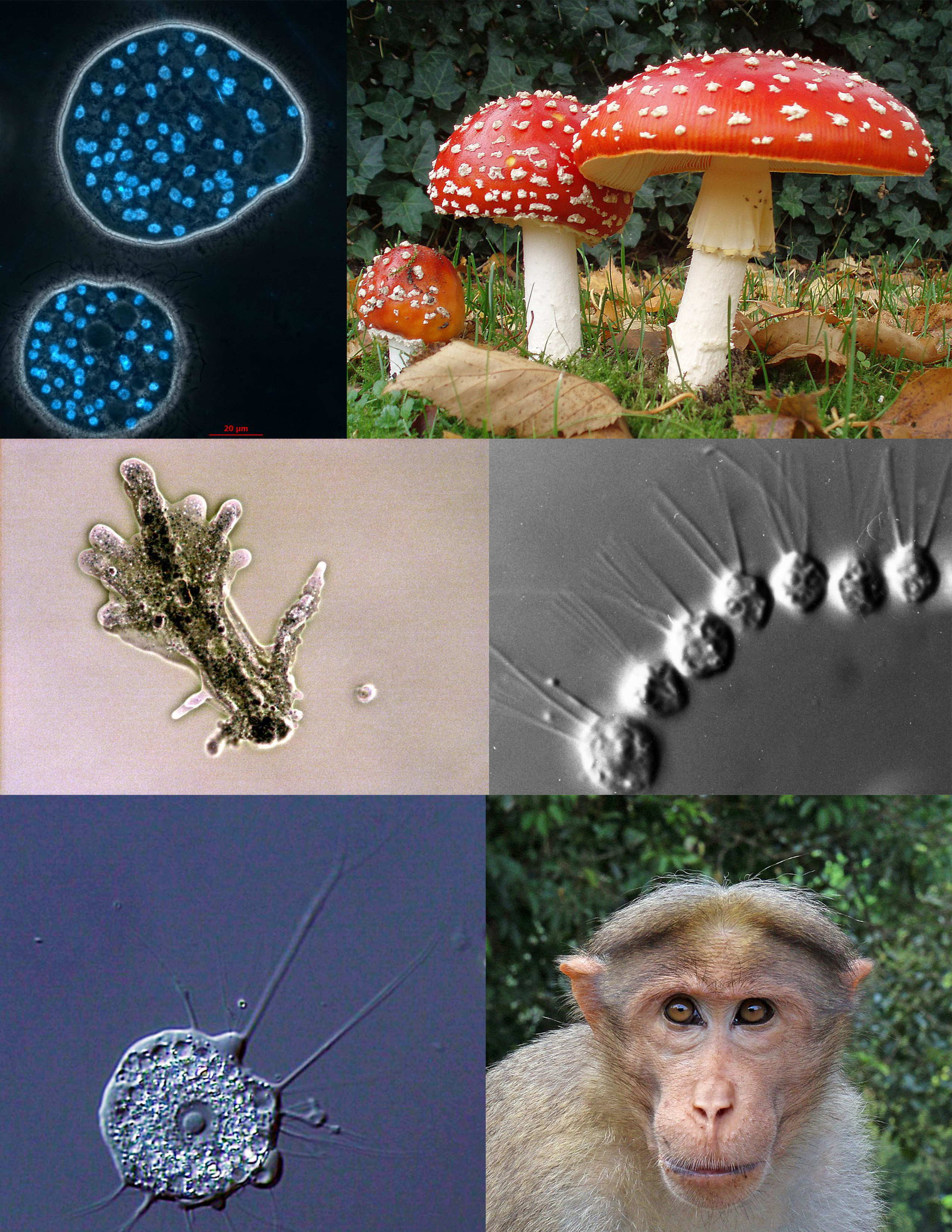
Verschillende vormen van leven, zoals schimmels, dieren en eencellige protisten.
Deze organismen behoren allen tot de evolutionaire supergroep Unikonta.

Een organisme kan gedefinieerd worden als 'een open systeem van organische materie tot een min of meer stabiel geheel, blijk gevend van de eigenschappen van leven'. Levende wezens houden hun bestaan in stand door middel van biologische processen en functies, zoals stofwisseling, voortplanting en fysiologische regulatie. Hun structuur, werking en ontwikkeling liggen vast in genetische informatie (in de vorm van DNA), die van de ouder wordt overgeërfd. In de loop van miljarden jaren zijn levensvormen op aarde ontstaan en veranderd. De manier waarop organismen zich gedurende vele generaties aan hun omgeving aanpassen, wordt verklaard met behulp van de evolutietheorie.
Er bestaat geen consensus over de definitie van het concept 'organisme'. Er zijn veel verschillende definities voorgesteld, maar geen wordt algemeen geaccepteerd. Er is zelfs onenigheid over de vraag of de biologie wel een dergelijk concept nodig heeft. Omdat het onderscheid tussen de levende en de levenloze natuur gradueel is, zoeken biologen meestal naar criteria die beschrijven wat een organisme doet en hoe het zich in leven houdt.
Organismen kunnen gezien worden als thermodynamische systemen. Ze wisselen energie en materie uit met hun omgeving om in leven te blijven (hun bestaan in stand te houden). Een levende cel of meercellig organisme is een geordend systeem, in een minder geordende omgeving. Met andere woorden, de lokale entropie is zeer laag. Om de levende staat te kunnen voortzetten is een organisme gedwongen energie uit de omgeving op te nemen en beschikbaar te maken voor het handhaven hiervan (stofwisseling).

### Status van virussen

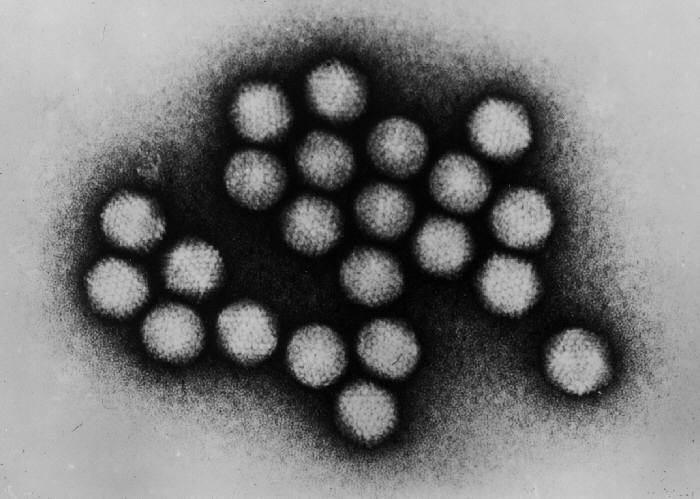
Een aantal adenovirussen onder de elektronenmicroscoop

Virussen worden niet als organismen beschouwd omdat ze een aantal essentiële functies van zelfstandig leven lijken te missen, en met name hun vermenigvuldiging ontlenen aan gastcellen. Microbioloog André Michael Lwoff verklaarde in zijn aanvaardingstoespraak voor de Nobelprijs: "Een organisme is opgebouwd uit cellen". Omdat virussen niet uit cellen bestaan, werden ze als weinig meer beschouwd dan los genetisch materiaal dat de juiste chemie bezat om zich te vermenigvuldigen in cellen.
Het International Committee on Taxonomy of Viruses maakte deze visie in 2000 officieel toen het verklaarde dat virussen geen organismen zijn. Dit oordeel is sindsdien door vele virologen ter discussie gesteld en door sommigen verworpen. De ontdekking van allerlei nieuwe virale verschijnselen, zoals het grote mimivirus, kleine virussen die grotere virussen infecteren, en virussen die over een bijna even rijk DNA beschikken als sommige bacteriën, suggereert dat het onderscheid mogelijk minder scherp is dan tot hiertoe werd aangenomen.

### Soorten als organismen
Er is niet altijd een even scherp onderscheid te geven tussen de begrippen organisme en soort. Dit is bijvoorbeeld het geval bij organismen die zich splitsen waarbij de afzonderlijke componenten voortaan een eigen leven leiden (ongeslachtelijke voortplanting). Nog problematischer is de definitie wanneer de scheiding slechts tijdelijk is en de componenten na verloop van tijd terug samenkomen voor een volgende fase in de levenscyclus, zoals bij slijmzwammen. De Amerikaanse filosoof David Hull heeft argumenten aangehaald waarom sommige entiteiten die gewoonlijk als soorten worden beschreven, eigenlijk als organismen moeten worden beschouwd.
Hull wilde niet het begrip soort (of taxon) als dusdanig afschaffen, maar de relatie tussen organismen en soorten herzien. Samen met de bioloog Michael Ghiselin stelde hij dat een soort geen verzameling organismen is, maar een organisme van een hogere orde. De relatie van een organisme tot zijn soort is niet die van een element tot een verzameling, maar van een onderdeel tot een geheel.

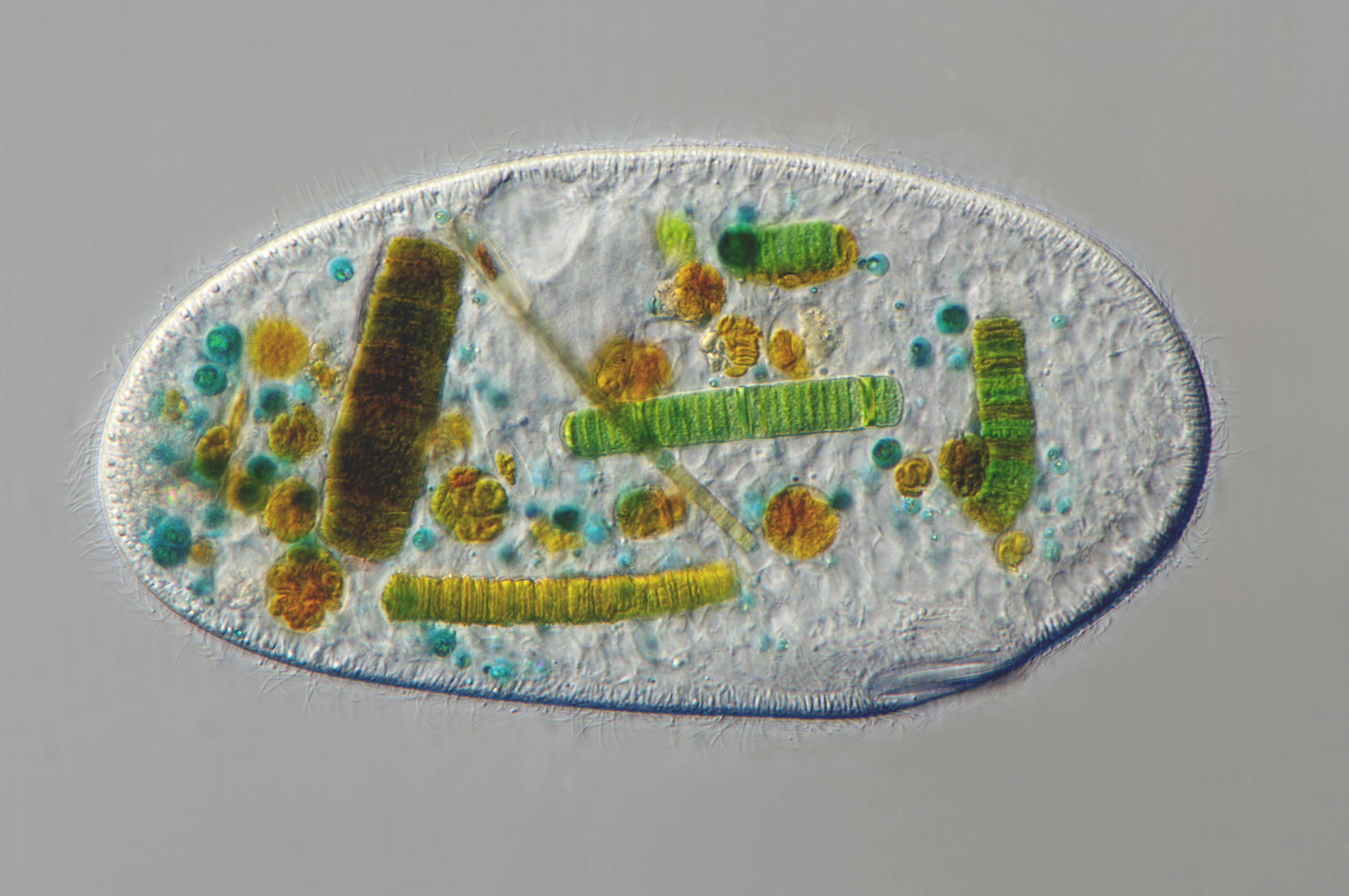
Een ciliaat (Frontonia sp.) die groene cyanobacteriën heeft verzwolgen
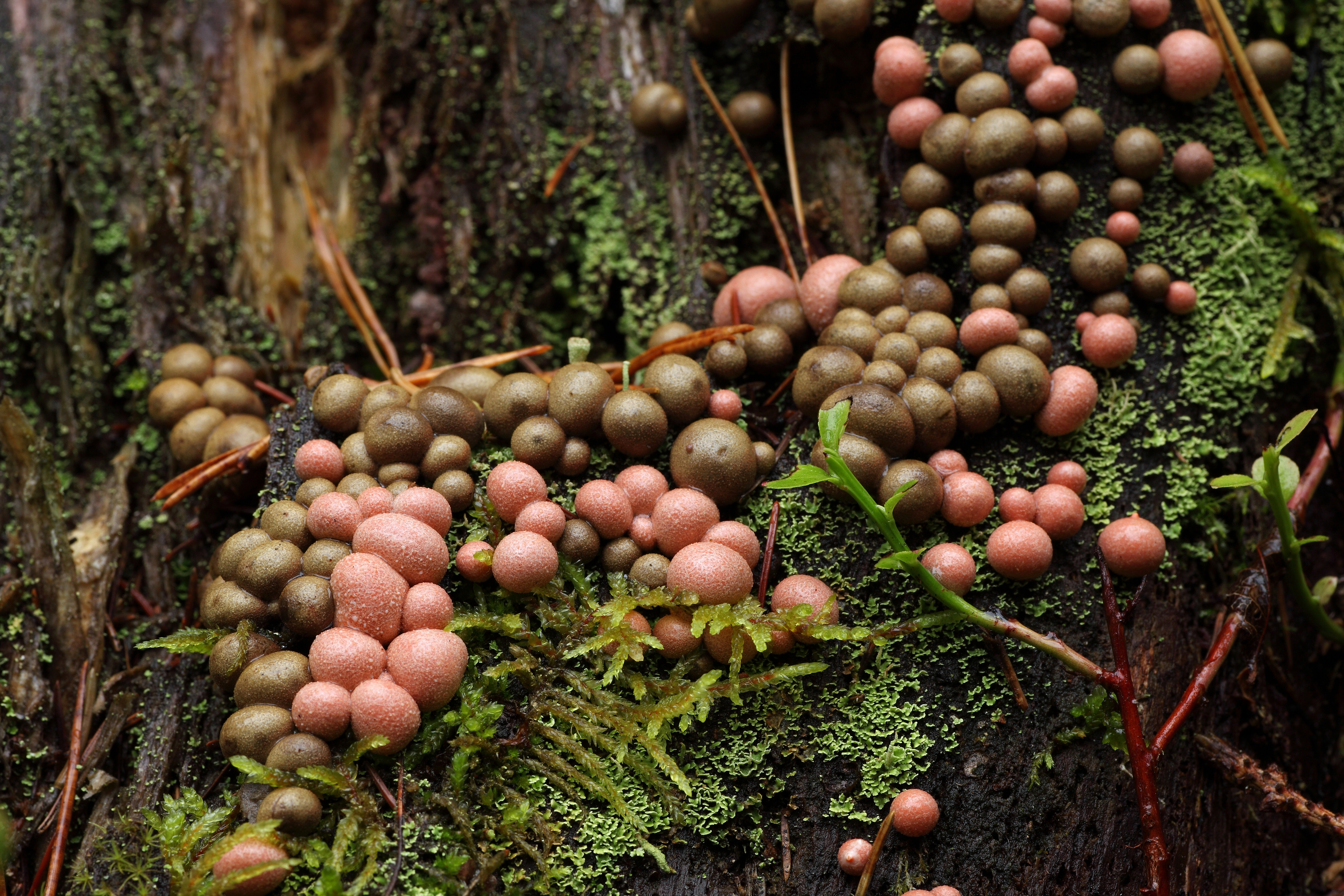
Vruchtlichamen van de bloedweizwam (Lycogala epidendrum)
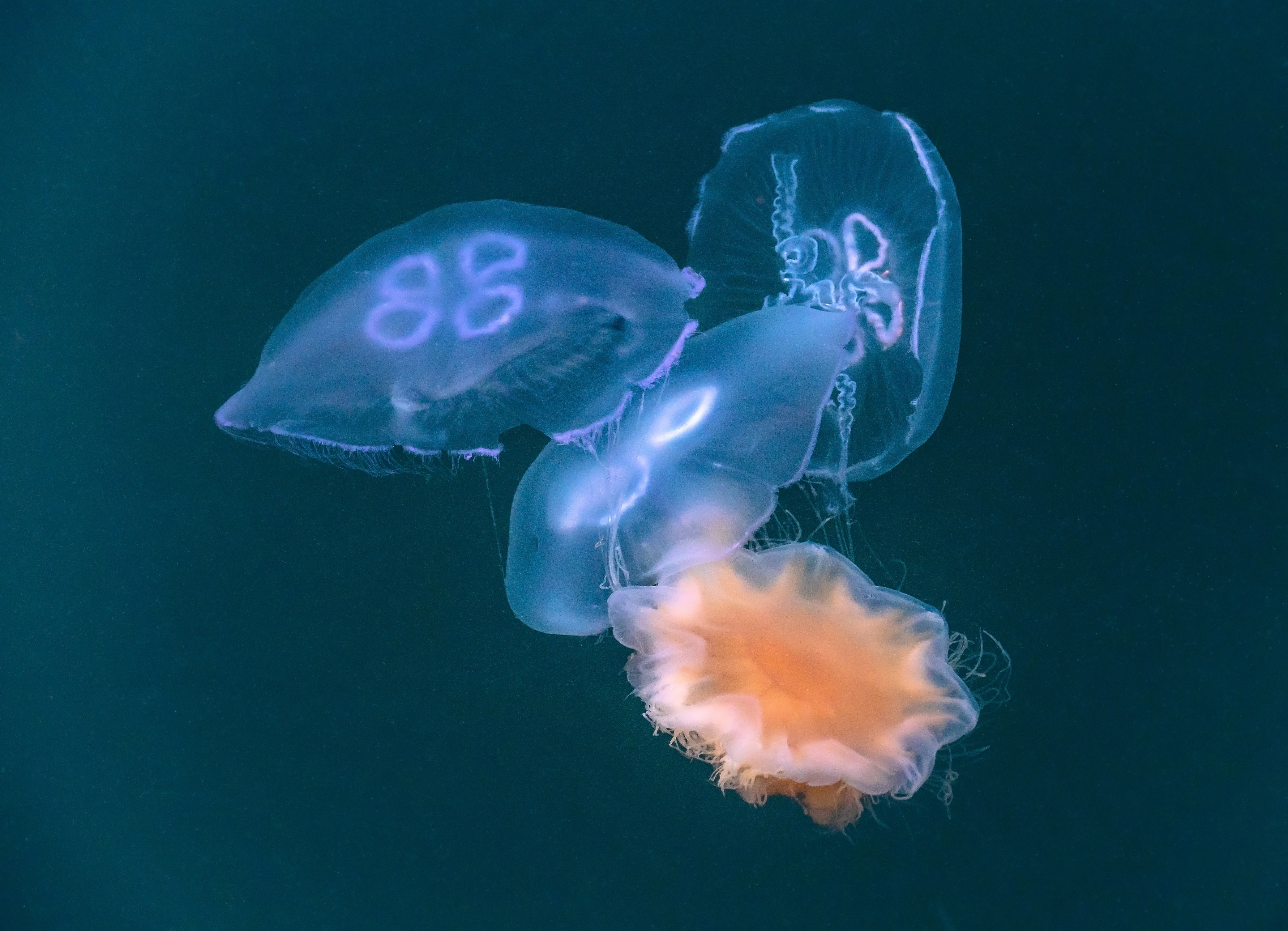
Drie oorkwallen (Aurelia) die gevangen worden door een gele haarkwal (Cyanea)

## Biochemie
De interne werking van organismen en hun cellen berust voor een groot deel op chemische reacties. Organismen bevatten, naast relatief eenvoudige anorganische verbindingen, ook grote hoeveelheden polymeren en andere complexe organische moleculen die gestructureerd zijn rond het element koolstof. Niet toevallig wordt het domein van de scheikunde dat zich met koolstofverbindingen bezighoudt, organische chemie genoemd. Naast koolstof zijn andere biologisch-relevante elementen waterstof, stikstof, zuurstof, calcium en fosfor. Cellen van organismen bestaan vrijwel volledig uit deze zes elementen.
De organische verbindingen in cellen worden onderverdeeld in vier klassen:
- eiwitten: ketens van aminozuren waaruit de cellen en hun onderdelen zijn opgebouwd;
- koolhydraten: ketens van monosachariden die als energiebron of als bouwstof fungeren;
- lipiden: moleculen opgebouwd uit vetzuren die als energiebron of als bouwstof fungeren;
- nucleïnezuren: DNA en RNA, ketens van nucleotiden en dragers en vertalers van genetische informatie.

### Stofwisseling
Een basaal kenmerk van levende organismen is hun stofwisseling. Tijdens de stofwisseling worden organische verbindingen binnen de cellen van een organisme afgebroken tot hun bouwstenen (katabolisme), en gebruikt voor de synthese van nieuwe macromoleculen die het organisme nodig heeft voor zijn overleving (anabolisme). Bij veruit de meeste organismen is glucose, een klein koolhydraat, de belangrijkste energiebron. Alle levensvormen gebruiken ATP als drager van chemische energie. ATP wordt gegenereerd uit processen als oxidatieve fosforylering of fotosynthese. Autotrofe organismen, zoals planten en cyanobacteriën, kunnen zelfstandig nieuwe complexe moleculen produceren op basis van zonlicht en simpele verbindingen. Heterotrofe organismen, zoals dieren, halen de complexe organische verbindingen uit hun omgeving.

### Eiwitten

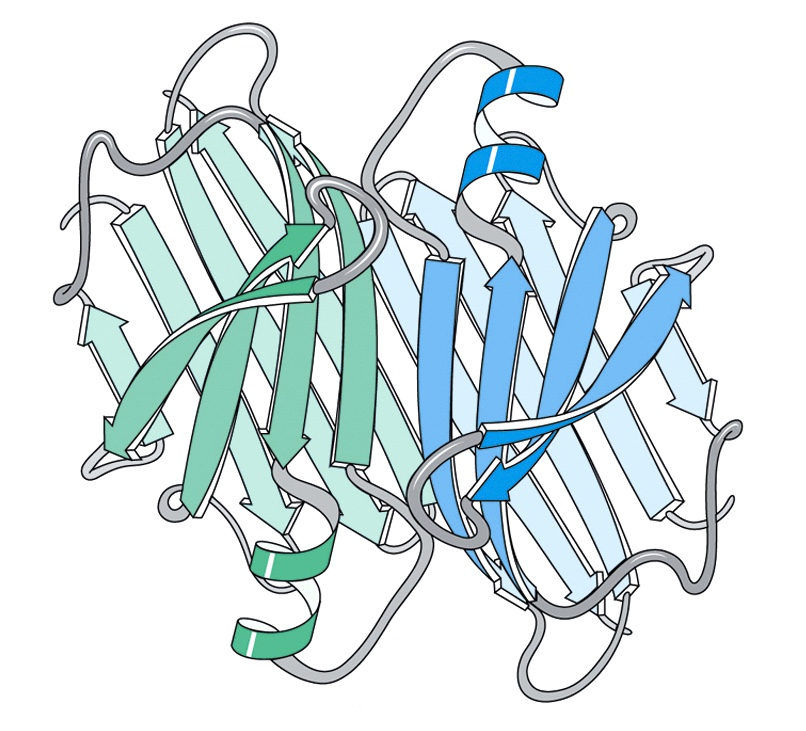
Ruimtelijke voorstelling van transthyretine, een eiwit in het bloedplasma dat onder andere betrokken is bij de hormoontransport

De biochemische werking van organismen is gebaseerd op eiwitten of proteïnen. Eiwitten vervullen uiteenlopende functies die bijdragen aan de structuur en werking van de cel. Veel eiwitten zijn biokatalysatoren die het verloop van chemische reacties vergemakkelijken; deze eiwitten worden enzymen genoemd. Andere eiwitten hebben een structurele rol en vormen de bouwsteen van celcomponenten, bijvoorbeeld van het cytoskelet. Daarnaast kunnen eiwitten ook een regulerende functie hebben, zoals transcriptiefactoren die de genexpressie sturen, of een verdedigingsfunctie vervullen zoals antilichamen tegen ziekteverwekkers.
De structuur van een eiwit is bepalend voor de functie die het binnen een organisme vervult. De vorm van een eiwit is afhankelijk van de aminozuurvolgorde waaruit het eiwitmolecuul is opgebouwd. Deze aminozuurvolgorde wordt op zijn beurt gecodeerd in het genetisch materiaal. Het hele proces waarbij de genetische code wordt overgeschreven naar een boodschappermolecuul (mRNA), dat vervolgens gebruikt wordt voor de synthese van een eiwit, wordt genexpressie genoemd. Het is een centraal concept in de moleculaire biologie en werkt bij ieder organisme op basis van dezelfde grondprincipes.

## Opbouw
De basiseenheid van het leven is de cel, zowel vanuit structureel als vanuit functioneel oogpunt. Organismen kunnen worden ingedeeld in eencelligen en meercelligen naargelang van het aantal cellen waaruit een individu is opgebouwd. In meercellige organismen hangen de cellen van elkaar af en bestaat er een taakverdeling tussen de delen van het lichaam.

Doorsnede van een eukaryotische cel, waarin de celkern, het endoplasmatisch reticulum en golgiapparaat zichtbaar zijn

Cellen bezitten verschillende graden van complexiteit. De oudste levensvormen op aarde zijn prokaryoten, eencellige wezens waarvan de cellen niet over een duidelijk afgescheiden celkern met een kernmembraan beschikken. De eerste prokaryoten ontstonden ten minste 3,5 miljard jaar geleden. Ze bestaan nog steeds in grote aantallen en diversiteit, maar ze zijn beperkt zowel qua afmetingen als qua fysiologische complexiteit. De meesten zijn tussen 1 en 10 μm groot, maar sommige (zoals Mycoplasma) kunnen nog kleiner worden.
Eukaryotische cellen ontstonden ongeveer 1,5 miljard jaar geleden. Alle bekende meercellige organismen (dus ook planten en dieren) zijn eukaryoten, maar er bestaan ook veel eencellige eukaryoten. De cellen zijn tussen 10 en 100 μm groot, dus 10 keer de afmetingen van prokaryoten. Eukariotische cellen hebben afzonderlijke organellen met elk hun eigen functie, waaronder een celkern die het DNA bevat en RNA aanmaakt.
In meercellige organismen kunnen cellen zich specialiseren door celdifferentiatie. Een geheel van cellen van hetzelfde type heet weefsel. Een orgaan is een functioneel geheel van weefsels met een of meer specifieke functie ten behoeve van het organisme. Organen kunnen dan nog worden gegroepeerd in orgaansystemen (stelsels) met een complexere functionaliteit. Organismen kunnen op al deze verschillende organisatieniveaus bestudeerd worden.

## Verscheidenheid en classificatie
De moeilijkheid om een organisme precies te definiëren, heeft ook te maken met de grote morfologische diversiteit aan levensvormen. Dit uit zich bijvoorbeeld in sterk uiteenlopende afmetingen: de meeste organismen zijn microscopisch kleine eencelligen, terwijl het grootst bekende organisme een honingzwam is waarvan de 2400 jaar oude zwamvlok 900 hectare beslaat en naar schatting 600 ton weegt.

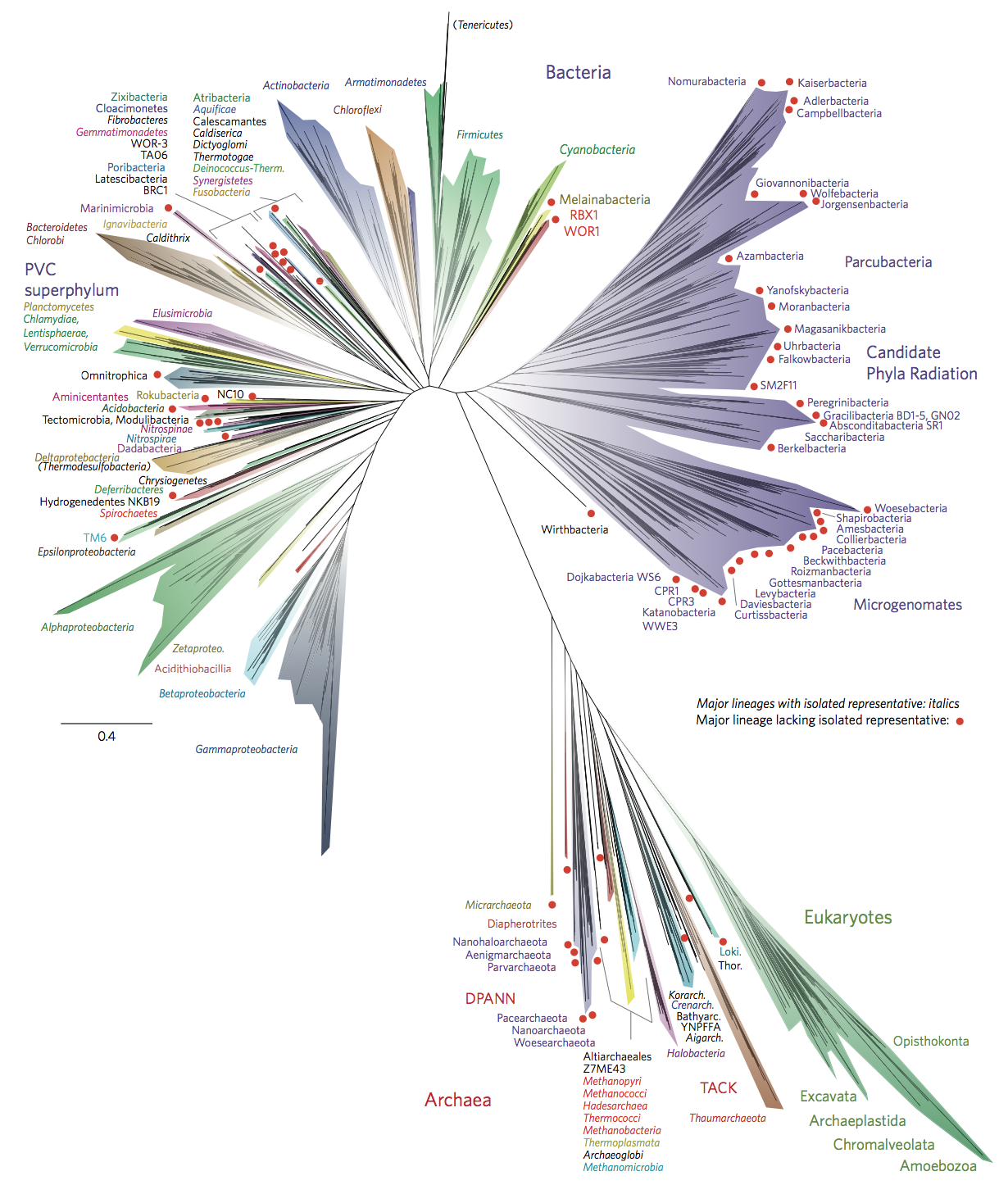
Voorstelling van de fylogenetische stamboom op basis van ribosomale eiwit-sequenties, 2016. Verreweg de meeste evolutionaire diversiteit doet zich voor bij bacteriën (bovenste takken). De eukaryoten vormen een slechts klein deel van de levensboom (rechtsonder). Dit feit is pas sinds de jaren 2010, dankzij vooruitgangen in sequencing, duidelijk geworden.

### Linnaeus
De taxonomie is de wetenschap die organismen beschrijft en in groepen onderverdeelt. Historische indelingen zoals het pionierswerk van Carl Linnaeus of de pogingen van Aristoteles waren gebaseerd op morfologie: organismen hoorden bij elkaar als ze gemeenschappelijke organen of uiterlijke kenmerken vertoonden. Linnaeus rangschikte soorten in een hiërarchie van geslachten, ordes en klassen. Later kwamen daar nieuwe niveaus bij zoals familie tussen geslacht en orde.
Linnaeus onderscheidde twee rijken waarin hij de levende wezens onderverdeelde: planten en dieren (naast een derde rijk: mineralen, voor de dode materie). Schimmels en, na hun ontdekking, bacteriën, werden bij de planten ingedeeld. De classificatie van organismen op het hoogste niveau is sinds de jaren 1960 in relatief snelle verandering. In 1959 stelde Robert Harding Whittaker een systeem voor van 5 rijken: Monera, Protista, Fungi (schimmels), Animalia (dieren), Plantae (planten).

### Cytologische en morfologische verscheidenheid
Bij eukaryoten met geslachtelijke voortplanting is er een grote verscheidenheid in levenscycli.
Op grond van (cytologische) kernfasewisseling kunnen drie belangrijke typen worden onderscheiden: haplonten, diplonten en diplohaplonten. Haplonten hebben alleen een haploïde kernfase, diplonten alleen een diploïde kernfase en diplohaplonten hebben een afwisseling van een haploïde en een diploïde kernfase. De dieren vormen een voorbeeld van diplonten, de landplanten (met onder andere de mossen, varens, zaadplanten) zijn diplohaplonten.
Een generatie is een meercellig stadium in de ontwikkeling van een organisme, dat begint met een voortplantingscel zoals een spore of een zygote, en na een periode van vegetatieve groei en ontwikkeling, eindigt met de vorming van andere reproductieve cellen, zoals sporen of gameten. Op grond van het aantal generaties tussen een zygote en de volgende vorming van een zygote zijn er drie typen levenscycli te onderscheiden: monogenetische cyclus , digenetische cyclus en trigenetische cyclus cyclus.
| Biologische levenscycli bij meercellige organismen met geslachtelijke voortplanting | Biologische levenscycli bij meercellige organismen met geslachtelijke voortplanting | Biologische levenscycli bij meercellige organismen met geslachtelijke voortplanting | Biologische levenscycli bij meercellige organismen met geslachtelijke voortplanting | Biologische levenscycli bij meercellige organismen met geslachtelijke voortplanting                                                      |
|                                                                                     |                                                                                     | Cytologische kernfasewisseling                                                      | Cytologische kernfasewisseling                                                      | Cytologische kernfasewisseling |
| Type organisme →                                                                    | Type organisme →                                                                    | Haplont                                                                             | Diplont                                                                             | Diplohaplont = Haplodiplont |
| ----------------------------------------------------------------------------------- | ----------------------------------------------------------------------------------- | ----------------------------------------------------------------------------------- | ----------------------------------------------------------------------------------- | --- |
| Kernfase; Kernfasewisseling →                                                       | Kernfase; Kernfasewisseling →                                                       | Haplofase; Haplofasisch                                                             | Diplofase; Diplofasisch                                                             | Haplofase ↻ Diplofase; Diplohaplofasisch = Heterofasisch                                                                                 |
| Meiose moment →                                                                     | Meiose moment →                                                                     | Zygotisch                                                                           | Gametisch                                                                           | Sporisch = Intermediair |
| Morfo- logische generatie- wisseling                                                | Monogenetisch: (monofasisch)                                                        | Monogenetische haplont                                                              | Monogenetische diplont                                                              | |
| Morfo- logische generatie- wisseling                                                | Digenetisch: (difasisch)                                                            |                                                                                     | Digenetische diplont                                                                | Digenetische diplohaplont \| Isomorf, isospoor \| ↓ Heteromorf ↓ \| ↓ Heteromorf ↓ \| \| Isomorf, isospoor \| isospoor \| heterospoor \| |
| Morfo- logische generatie- wisseling                                                | Trigenetisch: (trifasisch)                                                          |                                                                                     |                                                                                     | Trigenetische diplohaplont |
| Isomorf, isospoor                                                                   | ↓ Heteromorf ↓                                                                      | ↓ Heteromorf ↓                                                                      |                                                                                     | |
| Isomorf, isospoor                                                                   | isospoor                                                                            | heterospoor                                                                         |                                                                                     | |

### Genetisch en cladistisch onderzoek
Sinds de evolutietheorie en nog sterker sinds de ontcijfering van de genetische code en de ontwikkeling van DNA-sequencing ligt de nadruk meer op cladistiek: organismen en soorten horen nauwer bij elkaar als uit hun genetisch materiaal een recentere gemeenschappelijke voorouder blijkt. Een vroeg voorbeeld van een dergelijke classificatie is de zogenaamde Tree of Life door Charles Darwin.
Recenter onderzoek naar de genetica van eencelligen heeft aanleiding gegeven tot verschillende meer verfijnde taxonomische systemen, waarin ook de hogere noties van domein en supergroep werden geïntroduceerd. De drie domeinen van het leven zijn: bacteriën, archaea en eukaryoten.
| Linnaeus (1735) 2 rijken | Haeckel (1894) 3 rijken | Whittaker (1969) 5 rijken | Woese (1977) 6 rijken | Woese (1990) 3 domeinen | Cavalier-Smith (1998) 2 domeinen en 6 rijken | Cavalier-Smith (1998) 2 domeinen en 6 rijken | Keeling (2004) 3 domeinen en 5 supergroepen | Keeling (2004) 3 domeinen en 5 supergroepen |
| ------------------------ | ----------------------- | ------------------------- | --------------------- | ----------------------- | -------------------------------------------- | -------------------------------------------- | ------------------------------------------- | ------------------------------------------- |
| Animalia                 | Animalia                | Animalia                  | Animalia              | Eucarya                 | Eukaryota                                    | Animalia                                     | Eukaryota                                   | Unikonta                                    |
| Vegetabilia              | Plantae                 | Fungi                     | Fungi                 | Eucarya                 | Eukaryota                                    | Fungi                                        | Eukaryota                                   | Excavata                                    |
| Vegetabilia              | Plantae                 | Plantae                   | Plantae               | Eucarya                 | Eukaryota                                    | Plantae                                      | Eukaryota                                   | Archaeplastida                              |
| Vegetabilia              | Plantae                 | Protista                  | Protista              | Eucarya                 | Eukaryota                                    | Chromista                                    | Eukaryota                                   | Chromalveolata                              |
| niet behandeld           | Protista                | Protista                  | Protista              | Eucarya                 | Eukaryota                                    | Protozoa                                     | Eukaryota                                   | Rhizaria                                    |
| niet behandeld           | Protista                | Monera                    | Archaebacteria        | Archaea                 | Prokaryota                                   | Bacteria                                     | Archaea                                     | Archaea                                     |
| niet behandeld           | Protista                | Monera                    | Eubacteria            | Bacteria                | Prokaryota                                   | Bacteria                                     | Bacteria                                    | Bacteria                                    |